# Pollenschlauch

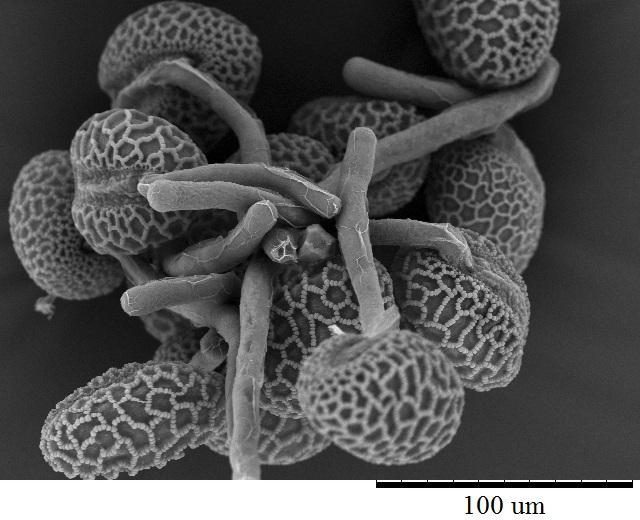
Pollenschläuche einer Lilie im Rasterelektronenmikroskop

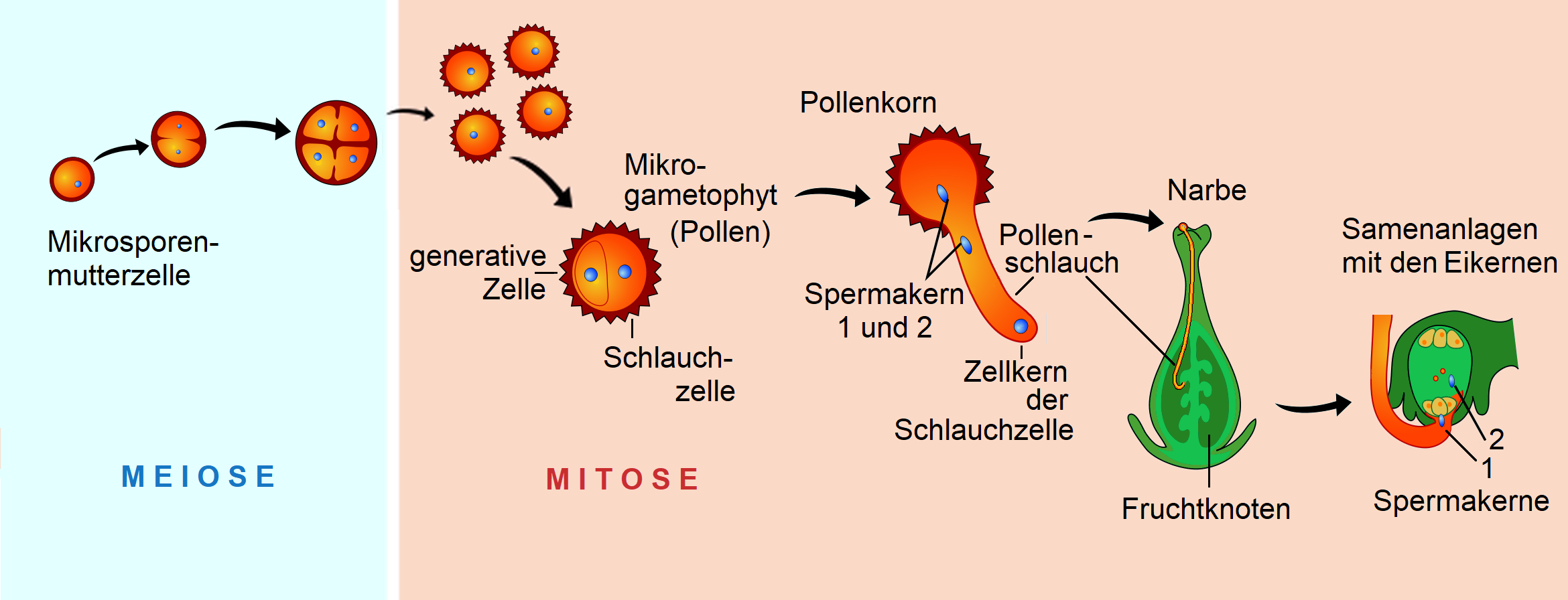
Entwicklung eines Pollenschlauchs, der durch die Narbe in einen Fruchtknoten eindringt und seine Spermienkerne an die Samenanlagen mit den Eikernen heranbringt.

Der Pollenschlauch ist Teil des männlichen Gametophyten bei Samenpflanzen und ermöglicht den Transport der Spermien des Pollenkorns zur Befruchtung der weiblichen Samenanlagen. Er wird von der vegetativen Zelle (Pollenschlauchzelle) und der Intine des auf die Narbe gelangten Pollenkorns bei der Keimung gebildet. Er dient bei ursprünglicheren Gymnospermen (Ginkgo, Cycadopsida) der Befestigung und Ernährung des männlichen Gametophyten, bei den übrigen Samenpflanzen der Übertragung der männlichen Geschlechtszellen in die Samenanlage und damit der Befruchtung.
Struktur und Funktion der Pollenschläuche wurden zuerst von Rudolf Virchow untersucht.